# 千島 (通報艦)
千島（ちしま）は、日本海軍の水雷砲艦、または通報艦。艦名は千島列島 (または千島国) に由来する。

## 概要
1886年（明治19年）12月上旬、フランスから日本へ回航中の巡洋艦「畝傍」が行方不明となり（喪失認定）、日本側は保険金で巡洋艦「千代田」（イギリス）を建造した。フランス側が建造したのが本艦である。
「八重山」に続いて、日本海軍が建造した2番目の通報艦(当時の呼称は報知艦)になる。
エミール・ベルタンが、自ら信奉する青年学派思想に基づいて設計を行い、
水雷艇の駆逐任務も考えていた。
また強力な魚雷兵装(発射管4門、魚雷10本の計画)を持ち、水雷砲艦とも称された。
艤装面では艦首にバウスプリットがあり、巡航時の帆走を重視したフランス建造艦らしい特徴がある。
フランスから日本へ回航中の1892年（明治25年）11月30日、瀬戸内海でイギリス商船と衝突して沈没。国内問題および国際問題に発展した（千島艦事件）。

## 艦歴

### 計画
計画時の名称は第二報知艦。
1886年 (明治19年) 9月、建造予定の通報艦2隻のうち、1隻の排水量を700トンに変更し、海外に注文することにした。
1887年（明治20年）6月6日、日本海軍は建造予定の艦艇7隻について、艦名を内定（厳島、松島、橋立、八重山、千島、満珠、干珠）。
1889年 (明治22年) 10月、フランスのロワール社と2,000,000フラン (兵器価格等は含まず) で契約することを決定、
11月11日に契約を締結した。

### 建造
1890年（明治23年）1月29日、「千島」はフランス、ロワール社サン・ナゼール造船所で起工。
8月22日、佐世保鎮守府所管の第一種と定められる。
同年11月26日、進水。
1891年 (明治24年) 12月24日行われた速力試験では19.655ノット (3回の単純平均) しか出せず (計画は22ノット) 、同日4回目の計測はボイラーの故障により中止になった。
会社側は何度も試験出来ると主張したが、
1892年 (明治25年) 3月に引き渡しの遅延 (契約での引き渡し期限は契約締結日から16カ月の1891年3月10日) を含めた減額を555,800フランとして、「千島」の引き渡しを求め、
最終的な支払は429,563.96フランの減額で合意した。
1892年（明治25年）4月1日、竣工。

### 回航・沈没
同年4月18日、フランスを出港。
アレクサンドリア、
アデン、
シンガポール
などを経由して、同年11月24日に長崎に到着した 
(暴風雨のための避難) 。
11月28日、「千島」は長崎から神戸に向けて出港したが、
悪天候の為に一旦引き返し、29日未明に再度出港した。
11月30日午前4時20分頃に愛媛県の興居島と睦月島の間で神戸から出港したP&O社所属の英商船「ラベンナ（Ravenna）」が「千島」中央部に衝突し、4時58分に「千島」は沈没した。事故時の千島乗組員90名の内、74名が犠牲となった（生存者、千島艦長心得の鏑木誠大尉以下日本海軍15名、フランス人機関士1名）。瀬戸内海所在の日本艦3隻（葛城、武蔵、筑波）等が救援に向かった。
この事故は国際問題と国内問題に発展した。
横浜の英国領事裁判所に提訴され日本側の実質勝訴だったが、上海の英国高等領事裁判所での第2審では敗訴した。
後にイギリス枢密院に上訴して差し戻し判決が出されたため、最終的にイギリス政府の意向で1895年（明治28年）9月19日をもって和解となった（千島艦事件）。

## 艦長
- （心得）鏑木誠 大尉：1891年1月19日[52] - 1893年2月6日（横須賀水雷隊攻撃部司令心得）[53][54]